# Luis Alberto Lacalle Pou
Luis Alberto Aparicio Alejandro Lacalle Pou (Montevideo, 11 d'agost de 1973) és un advocat i polític uruguaià. És el 42è president de l'Uruguai des de l'1 de març de 2020.
Lacalle Pou és fill de l'expresident de la República, el nacionalista Luis Alberto Lacalle, i de l'exsenadora María Julia Pou Brito del Pino. Va ser diputat des del 2000 al 2014 i candidat presidencial pel Partit Nacional durant les eleccions uruguaianes de 2014. Durant les eleccions presidencials uruguaianes de 2019 va ser elegit president per al període 2020-2025, amb Beatriz Argimón com a vicepresidenta.